# Grad MacMichael
Das Grad MacMichael (Einheitenzeichen: °McM oder °M), benannt nach dem amerikanischen Erfinder Ross F. MacMichael, ist eine in den USA gebräuchliche Einheit der Viskosität in der Schokoladenindustrie und leitet sich vom gleichnamigen Viskosimeter ab:
1 °McM = 1/34 Pas (Pascal·Sekunden)